# Matjaž Počivavšek
Matjaž Počivavšek, slovenski kipar, 4. oktober 1955, Ljubljana.
Matjaž Počivavšek je leta 1974 maturiral na II. Gimnaziji v Ljubljani. Študij je nadaljeval na kiparskem oddelku Akademije za likovno umetnost pri profesorjih Zdenku Kalinu, Dragu Tršarju in Slavku Tihcu. Študij na Akademiji je zaključil leta 1978 po zagovoru diplomske naloge z naslovom Kiparski objekt: Rodin – Brancusi. Študij je nadaljeval na kiparski specialki pri Slavku Tihcu. Po opravljeni specialki je odšel na študij v tujino in sicer na New York Studio School (1980-1981), kjer je študiral pod mentorstvom Williama Tuckerja, in na École Nationale Supérieure des Beaux-Arts v Parizu (1983 do 1986). Od leta 1983 je živel v Parizu, kjer je odprl tudi kiparski atelje, leta 1996 pa se je vrnil v Slovenijo in se zaposlil kot docent na Akademiji za likovno umetnost v Ljubljani. Zdaj je redni profesor za kiparstvo na ALUO.
Je tudi avtor več javnih plastik:
- Skulptura v parku Škrabčeve domačije, Hrovača, Ribnica, 2012
- Spomenik Zoranu Kržišniku, MGLC, Ljubljana, 2011

Do sedaj je imel 32 samostojnih razstav in 60 pomembnejših skupinskih razstav. 

## Nagrade in priznanja
- 1980	Študentska fakultetna Prešernova nagrada, Ljubljana
- 1980 	Nagrada Zlata ptica za kiparstvo, Ljubljana
- 1983	Štipendija francoske vlade, Pariz
- 1983	Odkupna nagrada VI. Bienale male plastike, Murska Sobota
- 1991	Nagrada Pollock Krasner fondacije, New York
- 1991	Nagrada Prešernovega sklada, Ljubljana
- 2001	Nagrada Riharda Jakopiča, Ljubljana
- 2021	Župančičeva nagrada za življenjsko delo

## Pomembnejše razstave
- 1980 – Mala galerija, samostojna razstava (kat.), Ljubljana.
- 1994 – Galerie de l`Etoile, samostojna razstava (kat.), Pariz.
- 1999 – Galerie Mabel Semmler, samostojna razstava (kat.), Pariz.
- 2002 – Galerija Forum, samostojna razstava (kat.), Zagreb.
- 2003 – Galerie Chobot, samostojna razstava, Dunaj.
- 2003 – FIAC, galerija Chobot (kat.), Pariz.
- 2003 – Do roba in naprej: slovenska umetnost 1975-1985 (kat.), Moderna galerija, Ljubljana.
- 2004 – Razširjeni prostori umetnosti: slovenska umetnost 1985-1995 (kat.), Moderna galerija, Ljubljana.
- 2004 – 7 Grehov, Ljubljana – Moskva (kat.), Moderna galerija, Ljubljana.
- 2005 – Koroška galerija likovnih umetnosti, samostojna razstava (kat.), Slovenj Gradec.
- 2007 – Galerie Rafael, samostojna razstava (kat.), Frankfurt na Majni.
- 2007 – Miklova hiša, samostojna razstava, Ribnica.
- 2008 – Galerie Glesia, Ljubljana
- 2008 – Galerie 208 Chicheportiche
- 2009 – Galerie Kontra, Koper
- 2009 – Galerie Art moments, Gradec
- 2010 – Circulo de bellas artes, Madrid

1. ↑  Arhiv likovne umetnosti — 2003.
2. ↑  Artists of the World Online, Allgemeines Künstlerlexikon Online, AKL Online — B: K. G. Saur Verlag, Verlag Walter de Gruyter, 2009. — ISSN 2750-6088 — doi:10.1515/AKL
3. ↑  Union List of Artist Names — 2004.